# Bécourt
Pour les articles homonymes, voir Bécourt (homonymie).
Cet article possède des paronymes, voir Bacourt et Boncourt (Eure-et-Loir).
Bécourt est une commune française située dans le département du Pas-de-Calais en région Hauts-de-France. Ses habitants sont appelés les Bécourtois. La commune est membre de la communauté de communes du Haut Pays du Montreuillois.

## Géographie

### Localisation
Localisée dans le centre-ouest du département du Pas-de-Calais, Bécourt est une commune située, à vol d'oiseau, à 6 km a sud-est de la commune de Desvres et à 21 km au nord-est de la commune de Montreuil-sur-Mer (chef-lieu d'arrondissement).
Le territoire de la commune est limitrophe de ceux de sept communes.
Les communes limitrophes sont Vieil-Moutier, Saint-Martin-Choquel, Senlecques, Zoteux, Bourthes, Courset et Doudeauville.

### Géologie et relief
La superficie de la commune est de 6,03 km2 ; son altitude varie de 144  à   202 mètres.

### Hydrographie
Le territoire de la commune est situé dans le bassin Artois-Picardie. Elle n'est drainée par aucun cours d'eau,.

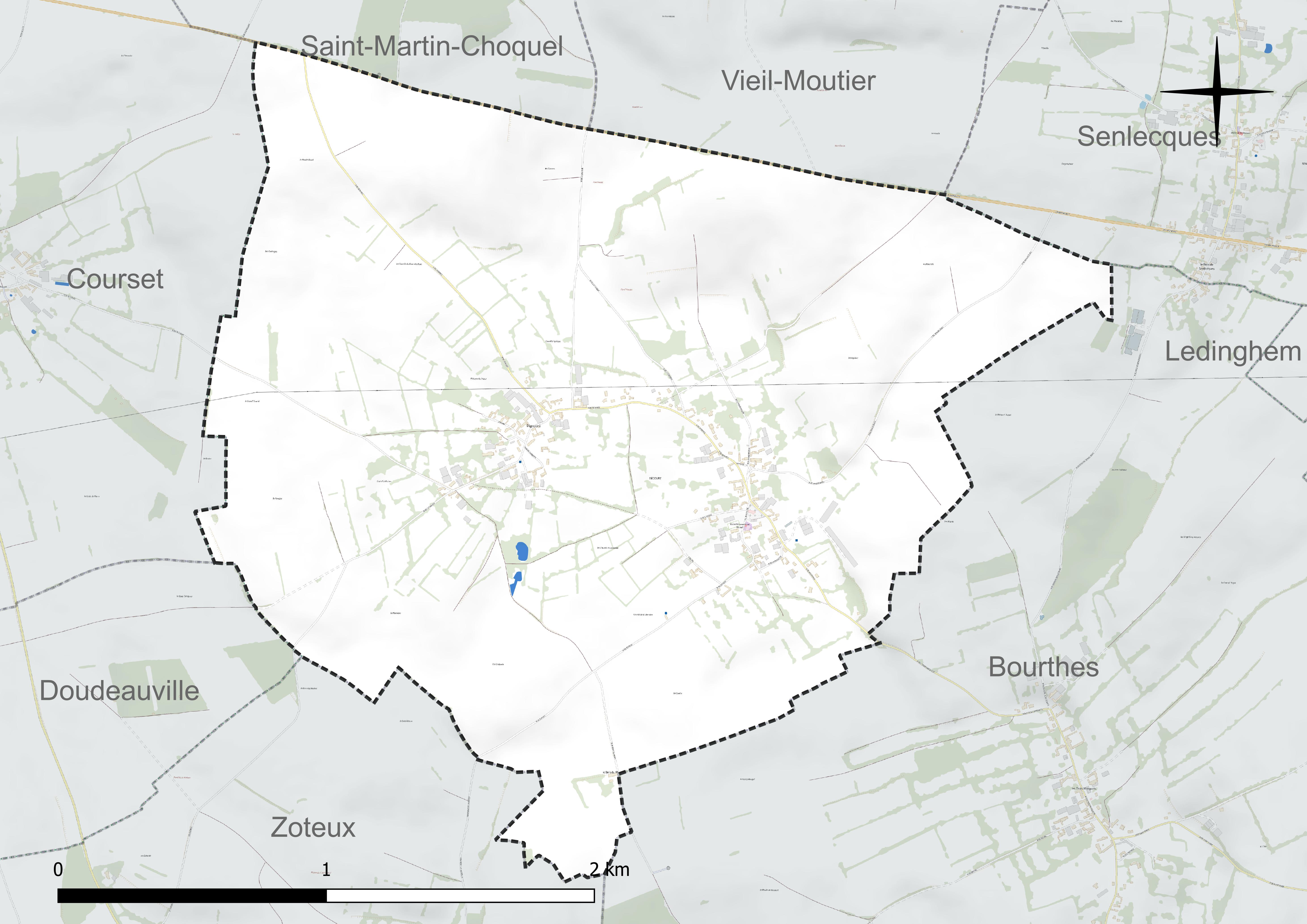
Réseau hydrographique de Bécourt.

### Climat
Pour des articles plus généraux, voir Climat des Hauts-de-France et Climat du Pas-de-Calais.
En 2010, le climat de la commune est de type climat océanique franc, selon une étude du CNRS s'appuyant sur une série de données couvrant la période 1971-2000. En 2020, Météo-France publie une typologie des climats de la France métropolitaine dans laquelle la commune est exposée à un climat océanique et est dans la région climatique Côtes de la Manche orientale, caractérisée par un faible ensoleillement (1 550 h/an) ; forte humidité de l'air (plus de 20 h/jour avec humidité relative > 80 % en hiver), vents forts fréquents.
Pour la période 1971-2000, la température annuelle moyenne est de 10,1 °C, avec une amplitude thermique annuelle de 13,3 °C. Le cumul annuel moyen de précipitations est de 956 mm, avec 12,5 jours de précipitations en janvier et 8,9 jours en juillet. Pour la période 1991-2020, la température moyenne annuelle observée sur la station météorologique la plus proche, située sur la commune de Nielles-lès-Bléquin à 9 km à vol d'oiseau, est de 10,6 °C et le cumul annuel moyen de précipitations est de 976,9 mm,. Pour l'avenir, les paramètres climatiques de la commune estimés pour 2050 selon différents scénarios d'émission de gaz à effet de serre sont consultables sur un site dédié publié par Météo-France en novembre 2022.

### Paysages
Pour un article plus général, voir Paysage en France.
La commune s'inscrit dans les « paysages des hauts plateaux artésiens » tels qu'ils sont définis dans l'atlas de paysages de la région Nord-Pas-de-Calais, conçu par la direction régionale de l'Environnement, de l'Aménagement et du Logement (DREAL),.
Les « paysages des hauts plateaux artésiens », qui concernent 77 communes du Pas-de-Calais, se situent à l'extrémité ouest des collines de l'Artois qui traversent le Pas-de-Calais d'Arras au Boulonnais. L'altitude de ces paysages dépassent les 180 mètres. Ces dimensions sont modestes, d'une quinzaine de kilomètres du sud-est au nord-ouest et d'une vingtaine de kilomètres dans sa dimension la plus grande.
Les « paysages des hauts plateaux artésiens », appelés aussi « Haut Artois », se caractérisent par trois ensembles écopaysagers : 
- l'ensemble mésophile ouvert du plateau artésien calcaire ;
- l'ensemble alluvial des fonds de vallée de la Lys et de l'Aa ;
- l'ensemble calcicole des versants calcaires des vallées[12].

Le « Haut Artois » dispose d'une importante densité de corridors biologiques bien interconnectés.
Dans le « Haut Artois », pas de villes, c'est une des rares terres rurales de la région, les communes les plus importantes sont, du nord au sud, Lumbres, Fauquembergues et Fruges. Le « Haut Artois », drainé par l'Aa et la Lys, constitue le sommet de l'anticlinal artésien, paysage ventée, froid et aux précipitations importantes qui en font le château d'eau régional.
Leș cultures représentent 59,66 % des sols, les prairies 29,96 %, les forêts et milieux semi-naturels de 6,81 %, les espaces artificialisés 6,09 % avec les communes principales de Lumbres, Fruges et Fauquembergues, les espaces industriels 0.41 % et les cours d'eau et plans d'eau 0.08 %.

## Urbanisme

### Typologie
Au 1er janvier 2024, Bécourt est catégorisée commune rurale à habitat dispersé, selon la nouvelle grille communale de densité à sept niveaux définie par l'Insee en 2022.
Elle est située hors unité urbaine. Par ailleurs la commune fait partie de l'aire d'attraction de Boulogne-sur-Mer, dont elle est une commune de la couronne,. Cette aire, qui regroupe 80 communes, est catégorisée dans les aires de 50 000 à moins de 200 000 habitants,.

### Occupation des sols
L'occupation des sols de la commune, telle qu'elle ressort de la base de données européenne d'occupation biophysique des sols Corine Land Cover (CLC), est marquée par l'importance des territoires agricoles (95,4 % en 2018), une proportion sensiblement équivalente à celle de 1990 (95,9 %). La répartition détaillée en 2018 est la suivante : 
terres arables (63,2 %), prairies (28 %), zones urbanisées (4,6 %), zones agricoles hétérogènes (4,1 %). L'évolution de l'occupation des sols de la commune et de ses infrastructures peut être observée sur les différentes représentations cartographiques du territoire : la carte de Cassini (XVIIIe siècle), la carte d'état-major (1820-1866) et les cartes ou photos aériennes de l'IGN pour la période actuelle (1950 à aujourd'hui).

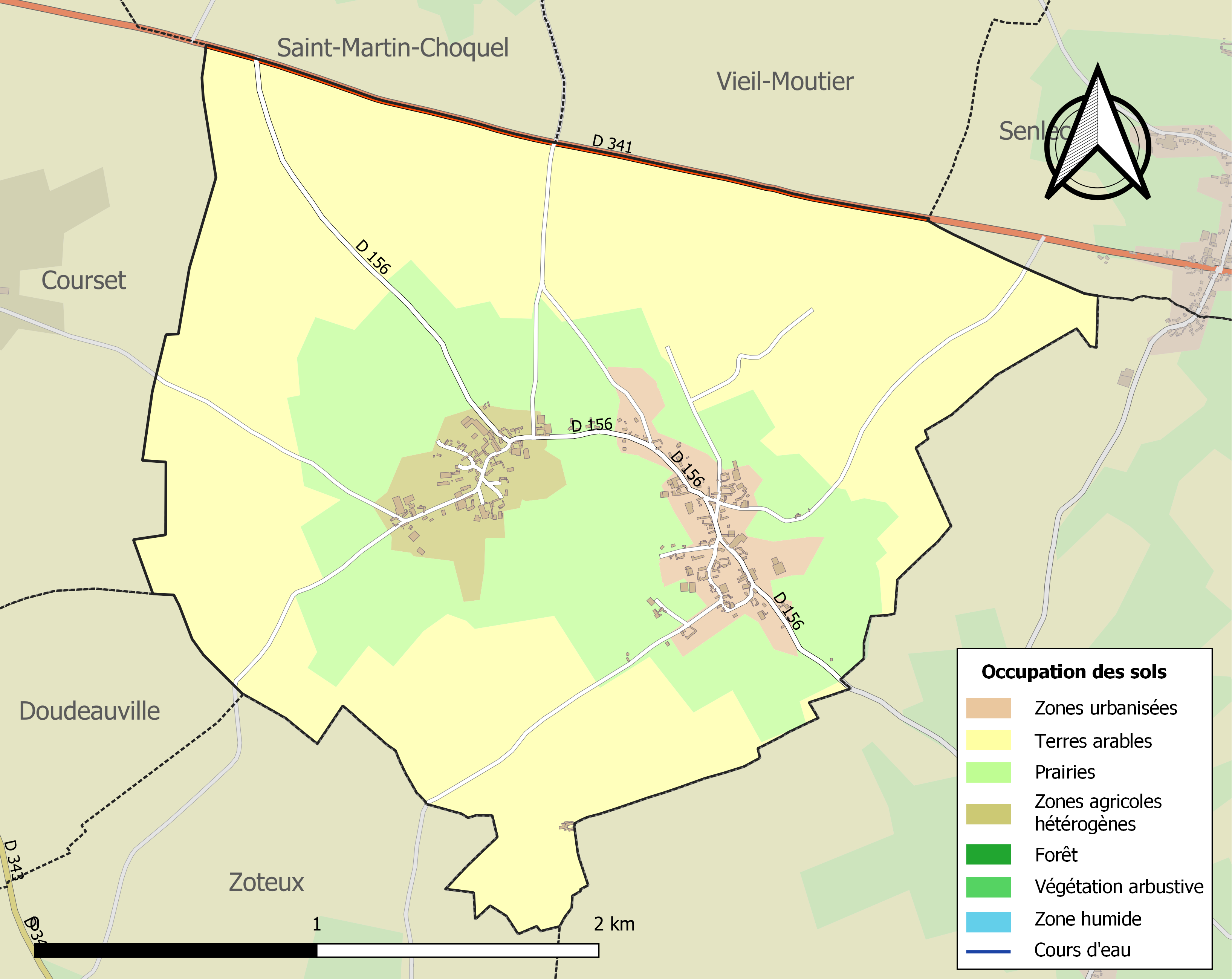
Carte des infrastructures et de l'occupation des sols de la commune en 2018 (CLC).

### Lieux-dits, hameaux et écarts
Le hameau de Dignopré est situé à l'est de la commune.

### Voies de communication et transports

#### Voies de communication
La commune est desservie par la route départementale D 156 et est limitrophe, au nord de la commune, de la D 341 appelée chaussée Brunehaut, ancienne voie romaine qui relie Arras à Boulogne-sur-Mer.

#### Transport ferroviaire
La commune se trouve à 25 km de la gare de Boulogne-Ville, située sur les lignes de Longueau à Boulogne-Ville et de Boulogne-Ville à Calais-Maritime. C'est une gare de la Société nationale des chemins de fer français (SNCF), desservie par des trains des réseaux TGV inOui, TERGV et TER Hauts-de-France.

## Toponymie
Le nom de la localité est attesté sous les formes Becort (1119), Becolt (1170-1215), Beccort (1207), Boucourt-en-Boulenoys (XIVe siècle), Beckourt (1341), Becoud (1465), Beccourt (XVIe siècle) et Bécourt depuis 1793.
Diverses hypothèses, toutes incertaines, tentent d'expliquer l'origine du nom de Bécourt :
- la commune tirerait son nom du latin curtis « ferme, domaine cultivé » et de bois : « le domaine du bois » ; une autre étymologie ose le germanique boko « hêtre » associé à hulta « bois » : « le bois de hêtres » ;
- l'autre hypothèse selon Ernest Nègre est la suivante : le nom de personne germanique Becco suivi de, comme précédemment, cortis[21] « ferme de Becco ».

## Politique et administration

### Découpage territorial
La commune se trouve dans l'arrondissement de Montreuil du département du Pas-de-Calais.

#### Commune et intercommunalités
La commune est membre de la communauté de communes du Haut Pays du Montreuillois qui regroupe 49 communes et totalise 15 703 habitants en 2021.

#### Circonscriptions administratives
La commune est rattachée au canton de Lumbres.

#### Circonscriptions électorales
Pour l'élection des députés, la commune fait partie de la quatrième circonscription du Pas-de-Calais.

### Élections municipales et communautaires

#### Liste des maires
| Période                                  | Période                       | Identité               | Étiquette | Qualité |
| ---------------------------------------- | ----------------------------- | ---------------------- | --------- | --- |
| Les données manquantes sont à compléter. |                               |                        |           | |
| avant 1981                               | ?                             | Louis Soudain          |           | |
|                                          | 2001                          | Guy Hénotte            |           | |
| 2001                                     | 2006                          | Roland Flahaut         |           | Mort en fonction                                                                                            |
| 2006                                     | 3 septembre 2022 (Démission)  | Marie-Dorothée Flahaut |           | Agricultrice retraitée Réélue pour le mandat 2014-2020, Réélu pour le mandat 2020-2026,                     |
| 27 novembre 2022                         | En cours (au 1 décembre 2022) | Sarah Compiègne        |           | Agricultrice Représentante de la commune au sein de la communauté de communes du Haut Pays du Montreuillois |

## Équipements et services publics

### Justice, sécurité, secours et défense
La commune dépend du tribunal de proximité de Montreuil, du conseil de prud'hommes de Boulogne-sur-Mer, du tribunal judiciaire de Boulogne-sur-Mer, de la cour d'appel de Douai, du tribunal de commerce de Boulogne-sur-Mer, du tribunal administratif de Lille, de la cour administrative d'appel de Douai et du tribunal pour enfants de Boulogne-sur-Mer.

## Population et société

### Démographie
Les habitants de la commune sont appelés les Bécourtois.

#### Évolution démographique
L'évolution du nombre d'habitants est connue à travers les recensements de la population effectués dans la commune depuis 1793. Pour les communes de moins de 10 000 habitants, une enquête de recensement portant sur toute la population est réalisée tous les cinq ans, les populations de référence des années intermédiaires étant quant à elles estimées par interpolation ou extrapolation. Pour la commune, le premier recensement exhaustif entrant dans le cadre du nouveau dispositif a été réalisé en 2004.

En 2022, la commune comptait 281 habitants, en évolution de +4,07 % par rapport à 2016 (Pas-de-Calais : −0,72 %, France hors Mayotte : +2,11 %).
| 1793 | 1800 | 1806 | 1821 | 1831 | 1836 | 1841 | 1846 | 1851 |
| ---- | ---- | ---- | ---- | ---- | ---- | ---- | ---- | ---- |
| 340  | 276  | 275  | 316  | 263  | 273  | 295  | 293  | 299  |

| 1856 | 1861 | 1866 | 1872 | 1876 | 1881 | 1886 | 1891 | 1896 |
| ---- | ---- | ---- | ---- | ---- | ---- | ---- | ---- | ---- |
| 263  | 259  | 247  | 245  | 274  | 278  | 300  | 297  | 295  |

| 1901 | 1906 | 1911 | 1921 | 1926 | 1931 | 1936 | 1946 | 1954 |
| ---- | ---- | ---- | ---- | ---- | ---- | ---- | ---- | ---- |
| 330  | 302  | 290  | 241  | 266  | 247  | 239  | 237  | 241  |

| 1962 | 1968 | 1975 | 1982 | 1990 | 1999 | 2004 | 2006 | 2009 |
| ---- | ---- | ---- | ---- | ---- | ---- | ---- | ---- | ---- |
| 247  | 224  | 222  | 234  | 249  | 238  | 270  | 282  | 274  |

| 2014 | 2019 | 2022 | - | - | - | - | - | - |
| ---- | ---- | ---- | - | - | - | - | - | - |
| 273  | 275  | 281  | - | - | - | - | - | - |

#### Pyramide des âges
La population de la commune est relativement jeune.
En 2018, le taux de personnes d'un âge inférieur à 30 ans s'élève à 41,1 %, soit au-dessus de la moyenne départementale (36,7 %). À l'inverse, le taux de personnes d'âge supérieur à 60 ans est de 24,0 % la même année, alors qu'il est de 24,9 % au niveau départemental.
En 2018, la commune comptait 137 hommes pour 136 femmes, soit un taux de 50,18 % d'hommes, légèrement supérieur au taux départemental (48,5 %).
Les pyramides des âges de la commune et du département s'établissent comme suit.
| Hommes | Classe d’âge | Femmes |
| ------ | ------------ | ------ |
| 0,0    | 90 ou +      | 0,0    |
| 3,6    | 75-89 ans    | 7,3    |
| 18,1   | 60-74 ans    | 19,0   |
| 15,2   | 45-59 ans    | 15,3   |
| 18,1   | 30-44 ans    | 21,2   |
| 19,6   | 15-29 ans    | 13,1   |
| 25,4   | 0-14 ans     | 24,1   |

| Hommes | Classe d’âge | Femmes |
| ------ | ------------ | ------ |
| 0,5    | 90 ou +      | 1,6    |
| 5,6    | 75-89 ans    | 8,9    |
| 16,7   | 60-74 ans    | 18,1   |
| 20,2   | 45-59 ans    | 19,2   |
| 18,9   | 30-44 ans    | 18,1   |
| 18,2   | 15-29 ans    | 16,2   |
| 19,9   | 0-14 ans     | 17,9   |

## Culture locale et patrimoine

### Lieux et monuments
- L'église Saint-Léger.

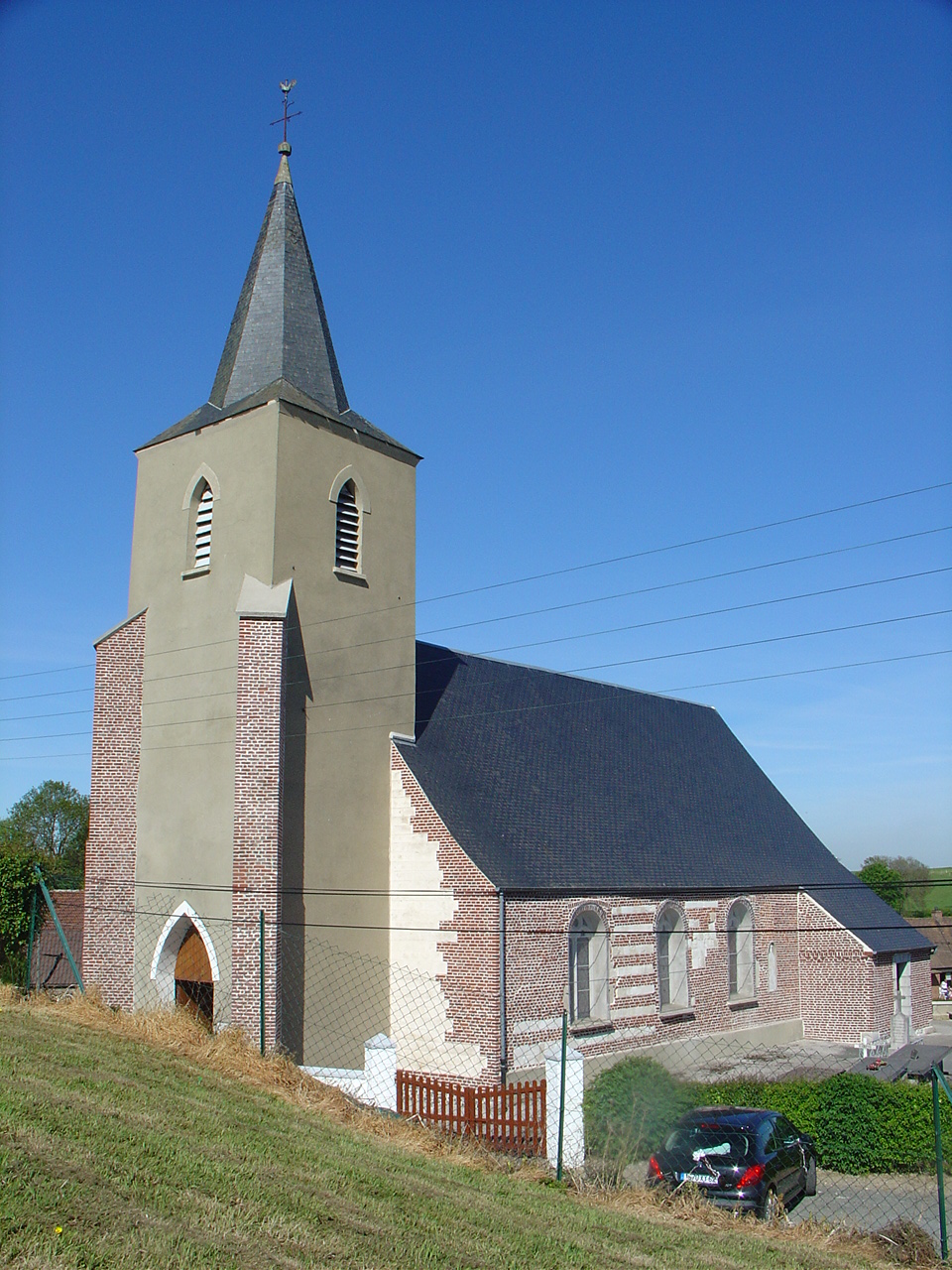
L'église Saint-Léger.

- La motte castrale, face à l'église Saint-Léger.
- Le monument aux morts[34]. Deux plaques commémorant les deux guerres mondiales ont été apposées sur un mur de l'école.

### Héraldique
| Blason de Bécourt | Blason  | D'or au hêtre de sinople ; au chef du même chargé de trois merlettes d'argent. |
| Blason de Bécourt | Détails | Armes parlantes (Bécourt = bois de hêtres). Les trois merlettes en chef sont reprises de celles qui figurent sur les armes de la famille picarde du Biez, qui donna d'anciens seigneurs de la commune, et qui portait « d'or à trois fasces de sable surmontées de trois merlettes du même ». Adopté par la municipalité. |

## Pour approfondir

#### Bases de données, dictionnaires et encyclopédies
- Ressources relatives à la géographie :   - Insee (communes)
  - Ldh/EHESS/Cassini
- Ressource relative à plusieurs domaines :   - Annuaire du service public français